# German Szemjonovics Arzamazov
German Szemjonovics Arzamazov (orosz betűkkel: Герман Семёнович Арзамазов; Subino, 1946. március 9.) szovjet pszichológus, kiképzett űrhajós.

## Életpálya
1978-tól kapott űrhajóskiképzést. 1995-ben úgy hagyta el az űrhajós csoportot, hogy egyszer sem repült a világűrbe.

## Űrrepülések
- Szojuz TM–6 tartalék orvos-kutató,
- Szojuz TM–18 tartalék orvos-kutató,